# کنوانسیون برن برای حفاظت از حیات وحش و زیستگاه‌های طبیعی اروپا
کنوانسیون برن برای حفاظت از حیات وحش و زیستگاه‌های طبیعی اروپا (به انگلیسی: Berne Convention on the Conservation of European Wildlife and Natural Habitats)، یک سند حقوقی الزام‌آور بین‌المللی در زمینه حفاظت از طبیعت است که میراث طبیعی در اروپا و همچنین برخی از کشورهای آفریقایی را پوشش می‌دهد، این کنوانسیون در ۲۸ شهریور ۱۳۵۸ برای امضا مفتوح بود و در ۱۱ خرداد ۱۳۶۱ لازم‌الاجرا شد. نگرانی عمده این کنوانسیون در مورد حفاظت از زیستگاه‌های طبیعی و گونه‌های در معرض خطر از جمله گونه‌های مهاجر است.